# Lilla Tjärby
Lilla Tjärby är en tätort i Laholms kommun i Hallands län. Orten ligger strax norr om Lagan och kommunens huvudort, Laholm. Orten ligger vid Lilla Tjärbysjöns södra strand.

## Befolkningsutveckling
| Befolkningsutvecklingen i Lilla Tjärby 1960–2020 | Befolkningsutvecklingen i Lilla Tjärby 1960–2020 | Befolkningsutvecklingen i Lilla Tjärby 1960–2020 | Befolkningsutvecklingen i Lilla Tjärby 1960–2020 | Befolkningsutvecklingen i Lilla Tjärby 1960–2020 |
| ------------------------------------------------ | ------------------------------------------------ | ------------------------------------------------ | ------------------------------------------------ | ------------------------------------------------ |
|                                                  |                                                  |                                                  |                                                  |                                                  |
| År                                               |                                                  |                                                  | Folkmängd                                        | Areal (ha)                                       |
| 1960                                             | 1960                                             |                                                  | 259                                              |                                                  |
| 1965                                             | 1965                                             |                                                  | 302                                              |                                                  |
| 1970                                             | 1970                                             |                                                  | 405                                              |                                                  |
| 1975                                             | 1975                                             |                                                  | 680                                              |                                                  |
| 1980                                             | 1980                                             |                                                  | 799                                              |                                                  |
| 1990                                             | 1990                                             |                                                  | 996                                              | 77                                               |
| 1995                                             | 1995                                             |                                                  | 925                                              | 77                                               |
| 2000                                             | 2000                                             |                                                  | 906                                              | 77                                               |
| 2005                                             | 2005                                             |                                                  | 882                                              | 78                                               |
| 2010                                             | 2010                                             |                                                  | 914                                              | 80                                               |
| 2015                                             | 2015                                             |                                                  | 872                                              | 95                                               |
| 2020                                             | 2020                                             |                                                  | 967                                              | 93                                               |
|                                                  |                                                  |                                                  |                                                  |                                                  |